# Trasillo
Trasillo (in greco antico: Θράσυλλος?, Thràsyllos; Atene, ... – Atene, 406 a.C.) è stato un ammiraglio e politico ateniese, salito alla ribalta negli ultimi anni della guerra del Peloponneso.
Fece la sua comparsa sulla scena politica nel 410 a.C., sulla scia del colpo di stato oligarchico del 411, collaborando all'organizzazione della resistenza democratica da parte della flotta ateniese di stanza a Samo. Eletto stratego dai marinai e dai soldati della flotta, mantenne questo titolo per diversi anni, finché non fu giustiziato dopo la battaglia delle Arginuse.

## Biografia

### Il colpo di Stato oligarchico
Trasillo era solo un oplita nel 410 a.C., quando i rivoluzionari oligarchici ateniesi cospirarono con alcuni cittadini di Samo per un colpo di Stato in entrambe le località, ma fu comunque uno dei quattro ateniesi, insieme a Trasibulo, Leonte e Diomedonte, a cui i democratici samiani si rivolsero per proteggerli dal complotto, ad opporsi all'oligarchia: contrastarono abilmente il golpe a Samo, ma nulla poterono contro quello ad Atene, che ebbe esito positivo.
La flotta di stanza a Samo, controllata dai democratici, doveva ora vedersela con la madre patria, controllata dagli oligarchi. Nei tumulti che ne seguirono, i generali di Samo furono deposti dai marinai e soldati della flotta, e rimpiazzati da Trasibulo e Trasillo.

### Battaglie navali nell'Ellesponto
Trasillo mantenne il ruolo di stratego per diversi anni e in svariate campagne militari. Dopo il 410, comandò la flotta ateniese per attaccare i ribelli sull'isola di Lesbo; nel farlo, però, permise alla flotta spartana guidata da Mindaro di penetrare nell'Ellesponto, azione che lo storico Donald Kagan considera un errore strategico.
Trasillo inseguì Mindaro con la sua flotta e si unì infine ai distaccamenti ateniesi a Sesto. Da qui gli Ateniesi, guidati da Trasibulo, navigarono nell'Ellesponto e sconfissero la flotta spartana a Cinossema, ponendo fine alla crisi.
Trasillo guidò uno schieramento in questa e nella battaglia di Abido, ma in seguito passò ad altri reparti. Dopo la sua partenza, Trasibulo, Teramene e Alcibiade sconfissero Mindaro e la sua flotta a Cizico.

### Il regime democratico
Dopo il 410, Trasillo tornò ad Atene per sollevare maggiori truppe per ulteriori campagne nell'Egeo e altrove. Durante questo periodo, il re spartano Agide II guidò il suo esercito verso le mura di Atene, cercando di indurre la città a capitolare. Trasillo marciò con un esercito di Ateniesi, il quale, sebbene non spinse gli Spartani ad abbandonare le loro mura, ebbe comunque successo quando si trattò di uccidere a uno a uno i molti dispersi della ritirata nemica.
L'estate successiva, Trasillo condusse un considerevole contingente fuori da Atene per combattere in Ionia. Qui prese Colofone e fece un'incursione nelle campagne ioniche, ma fu sconfitto fuori da Efeso da un contingente misto di Efesi, Persiani e Siracusani. Si ritirò dunque con le sue truppe dapprima a Nozio, quindi a Lampsaco, dove si riunì al ben più ingente esercito ateniese che operava in Ellesponto. Kagan ha criticato le scelte di Trasillo in questa campagna, affermando che perse tempo in saccheggi quando avrebbe potuto dedicarsi, con maggiore profitto, ad una rapida conquista di Efeso.
A Lampsaco le truppe di Trasillo, uscite rafforzate nello spirito dall'imbarazzante recente sconfitta, furono inizialmente rifiutate dalle truppe di stanza a Cinossema e Abido. La tensione tra i due gruppi fu finalmente dissolta con l'attacco ateniese ad Abido, nel quale Trasillo comandò trenta navi. Gli Ateniesi sconfissero l'esercito persiano in battaglia, ma non poterono occupare la città. L'esercito ateniese, nuovamente unito, riuscì comunque a riconquistare Calcedonia, Bisanzio e altre città dell'Ellesponto nell'estate del 408 a.C. In questo periodo, Trasillo condusse i distaccamenti in varie operazioni. Tornò poi con gran parte della flotta e dei suoi comandanti ad Atene, dove Alcibiade, fresco delle recenti vittorie, aveva fatto il suo ritorno trionfale in città dopo l'esilio a cui era stato condannato.

### La battaglia delle Arginuse
Trasillo non ebbe il comando militare negli anni 407-406 a.C., ma fu richiamato in servizio l'anno successivo, quando Alcibiade e i suoi alleati persero il potere a seguito della sconfitta di Nozio. 
Trasillo rimase a casa durante la prima parte del suo servizio, mentre Conone, un altro generale, si recò a Samo per prendere il comando della flotta; questi ebbe qualche iniziale successo nel saccheggiare i territori strappati ai nemici, ma il pesante supporto economico che Sparta ricevette dal principe persiano Ciro il Giovane mise la città in condizione di incrementare la propria flotta.
Gli effettivi ateniesi, al contrario, erano sempre meno a causa della mancanza di fondi. 
Costretto a partire da Samo con solo 70 triremi (contro le 170 degli Spartani), Conone fu sconfitto e bloccato a Mitilene, riuscendo a malapena inviare una trireme ad Atene per informare della sua difficile situazione.
Quando la notizia della crisi raggiunse Atene, la città versava in una situazione disperata. Per contrastare la superiorità della flotta spartana gli Ateniesi disponevano di sole 40 triremi pronte, e molti degli equipaggi più esperti erano in mare con Conone.
Allo scopo di ricostituire la propria flotta, Atene dovette fondere l'oro delle statue dell'acropoli, e le 100 navi così acquisite furono equipaggiate con rematori di scarsa esperienza: contadini, cavalieri di cavalleria pesante e schiavi liberati.
Tutti gli otto generali rimasti, tra i quali Trasillo, salparono con questa flotta improvvisata, senza che nessuno – a quanto si sa – fosse insignito del comando generale. La flotta ateniese, aumentata di altre 55 unità grazie al contributo delle città alleate, incontrò la flotta spartana, composta da 120 navi comandate da Callicratida, alle isole Arginuse, a sud di Lesbo.
Nella battaglia che ne seguì, gli Ateniesi divisero la propria flotta in otto divisioni autonome, con Trasillo a comandare l'ala destra; limitando le opportunità per l'equipaggio spartano di esercitare la propria supremazia navale, gli Ateniesi furono in grado di infliggere una dura sconfitta ai nemici il cui comandante, Callicratida, perse la vita nello scontro. La parte rimanente della flotta spartana fu trasferita a sud, lasciando indietro solo 70 navi, che posero un blocco a Mitilene.

### Processo e condanna a morte
All'apice di questa memorabile vittoria, gli otto generali si incontrarono e decisero che insieme avrebbero navigato contro la forza di blocco di Mitilene, mentre i trierachi Trasibulo e Teramene rimasero con 47 navi a protezione dei sopravvissuti delle navi ateniesi rese inagibili. Poco più tardi, dopo che la parte principale del contingente era partita, una terribile tempesta impedì alle forze di sostegno di espletare il proprio compito: il risultato fu disastroso per i marinai impegnati nei soccorsi delle navi semi-affondate e molti Ateniesi – tra i 1000 e i 5000 – perirono annegati.
Ben presto, dopo che la notizia della tragedia ebbe raggiunto Atene, esplose una pesante controversia per via dei soccorsi raffazzonati, e per il fatto che i morti in battaglia non furono recuperati per essere sepolti. Fu allora che Trasillo e i suoi colleghi generali, sospettando che Trasibulo e Teramene, che già avevano fatto ritorno ad Atene, stessero complottando per aizzare contro di loro l'assemblea, scrissero delle lettere ai cittadini, denunciando la responsabilità dei due trierachi nella disfatta. I trierarchi furono chiamati di fronte all'assemblea a render conto delle proprie azioni, ma si difesero caparbiamente e fecero in modo che i generali fossero rimossi dai loro incarichi e richiamati ad Atene.
Due di essi fuggirono, mentre Trasillo e gli altri cinque generali obbedirono. La loro difesa in un primo momento ottenne una risposta favorevole, ma la festività delle Apaturie, nella quale le famiglie si incontravano per le celebrazioni, offrì un'opportunità ai loro nemici politici di rammentare alla popolazione le sofferenze patite in tempo di guerra. Nella riunione dell'assemblea del giorno successivo, seguendo le indicazioni dell'aggressivo Callisseno, i generali furono processati e condannati a morte: i cittadini di Atene si resero presto conto che la decisione presa era troppo dura, ma la condanna fu eseguita prima che la sentenza potesse essere modificata.